# Cardiff
Cardiff (walisisk: Caerdydd) er hovedstad og den største by i Wales med 361.469(2016) indbyggere. Den har et areal på 140 km². Byen ligger på sydkysten af Wales, hvor den er en vigtig havneby og tidligere var en vigtig udskibningsby af kul fra de walisiske kulminer. Byen er Wales' kommercielle centrum og hjemsted for de fleste nationale, kulturelle og sportslige institutioner samt Den walisiske nationalforsamling. Cardiff er den mest besøgte turistdestination i Wales med 18,3 millioner besøgende i 2010. I 2011 blev Cardiff rangeret som nr. 6 i verden på National Geographics liste over alternative turistdestinationer.
Blandt byens attraktioner er Wales Millennium Centre, Cardiff International Arena, National Museum Cardiff, Cardiff Castle og St Fagans National Museum of History. Ca. 8 km uden for byen ligger Castell Coch.